# Karapınar
Karapınar est une ville et un district de la province de Konya dans la région de l'Anatolie centrale en Turquie.

## Géographie
Karapınar est l'une des municipalités les plus arides du pays. Les environs de Karapınar abritent le seul erg (désert de dunes) de Turquie, dont la superficie de 4 000 hectares est par ailleurs très réduite. Certaines dunes ont atteint des hauteurs de 41 mètres pour une largeur de 50 mètres et une longueur de 240 mètres. Face aux risques importants de déprise agricole et aux difficultés de la population, comme des problèmes respiratoires liés aux nuages de sable, les pouvoirs publics ont engagé la lutte contre la désertification dans les années 1960. Grâce au creusement de puits et à la mise en place de palissades en bambou, la désertification a été endiguée, permettant la mise en place de parcelles d'agriculture irriguée et d'une forêt de 4 000 hectares.